# Lu Li
Lu Li (n. 30 august 1976, Changsha, Republica Populară Chineză) este o gimnastă artistică ce a reprezentat Republica Populară Chineză, medaliată olimpică. A participat la o ediție a Jocurilor Olimpice (1992) în care a câștigat o medalie de aur și o medalie de argint.